# Claude Pair
Pour les articles homonymes, voir Pair.
Claude Pair, né le 21 juin 1934 à Blâmont en Meurthe-et-Moselle et mort le 26 décembre 2024 à Nancy, est un mathématicien, informaticien et haut fonctionnaire français.

## Biographie

### Famille et formation
Claude Pair naît le 21 juin 1934 à Blâmont en Meurthe-et-Moselle du mariage à Reillon le 7 octobre 1931 de Paul Pair, voyageur de commerce et de Lucie Jacquot (1903-1997), institutrice.
Ancien élève de l'École normale supérieure (promotion 1953), Claude Pair est professeur de Classe préparatoire aux grandes écoles au lycée Poincaré à Nancy. Il soutient une thèse d'État sur la notion de pile en 1965.

### Carrière
Claude Pair est directeur fondateur du Centre de recherche en informatique de Nancy (aujourd’hui le Loria) de 1973 à 1981, président de l'Institut national polytechnique de Lorraine, premier président de la Société des personnels enseignants et chercheurs en informatique de France (Specif) en 1985, directeur des lycées au ministère de l'Éducation nationale (1981-1985), recteur de l'académie de Lille (1989-1993) et président de la Conférence des recteurs français (1992-1993).

## Recherche
Ses recherches ont porté sur l'implantation de la récursivité dans les langages de programmation et les méthodes de construction systématique des programmes (méthode déductive ou Médée) avec une visée pédagogique.
Il a participé à la définition d'Algol 68. On lui doit le premier algorithme de décision de l'égalité de la présentation de deux types corécursifs, le plaçant comme le pionnier de l'utilisation de la coinduction en informatique.
C'est lui qui présenta lors de l'école d'été de l'AFCET de 1971 le terme ramasse-miettes comme traduction de l'expression garbage collector.
Son intérêt alors porte sur l'inégalité des chances devant l'éducation.
Un colloque portant sur sa carrière scientifique et ses apports à l'informatique a eu lieu pour ses 85 ans le 14 juin 2019 à Nancy au Loria,,.

## Distinctions
- Commandeur de la Légion d'honneur[1]
- Prix Michel-Monpetit (1978)

## Publications

### Scientifiques
- Claude Pair, « Arbres, piles et compilation », Revue Française de Traitement de l'Information, vol. 7, no 3,‎ 1964, p. 199-216
- Claude Pair et Alain Quéré, « Définition et Etude des Bilangages Réguliers », Information and Control, vol. 13, no 6,‎ 1968, p. 565-593
- Claude Pair, « Mille et un algorithmes pour les problèmes de cheminement dans les graphes », Revue Française d'Informatique et de Recherche opérationnelle (R.I.R.O.), vol. B-3,‎ 1970, p. 125–143
- Jean-Claude Derniame et Claude Pair, Problèmes de cheminement dans les graphes, Paris, Dunod, 1971, 182 p.
- Claude Pair, « Formalization of the Notions of Data, Information and Information Structure », dans J. W. Klimbie et K. L. Koffeman, IFIP Working Conference Data Base Management, 1974, 149-168 p. (ISBN 0-7204-2809-2)
- Claude Pair, « La Construction des Programmes », RAIRO Informatique, vol. 13, no 2,‎ 1979, p. 113-137
- Manfred Broy, Martin Wirsing et Claude Pair, « A Systematic Study of Models of Abstract Data Types », Theoretical Computer Science, vol. 33,‎ 1984, p. 139-174
- Claude Pair, « CRIN: The History of a Laboratory », Annals of the History of Computing, vol. 12, no 3,‎ septembre 1990, p. 159-166

### Sur l'école
- Claude Pair, Rue du Bac: une nouvelle donne pour l'école, Syros, 1986 - 251 p.
- Claude Pair, Faut-il réorganiser l'Éducation nationale ?, Hachette, 1998.
- Claude Pair, L'école devant la grande pauvreté : changer de regard sur le Quart-Monde, Paris, Hachette éducation, 1998, 221 p.
- Claude Pair, « Il y a 35 ans : une prise de conscience des difficultés scolaires », sur YouTube, 39e colloque national de l'AFAE, 10/11/12 mars 2017